# Hakan Arıkan
Hakan Arıkan (* 17. August 1982 in Karamürsel) ist ein türkischer Fußballspieler.

## Karriere

### Vereinskarriere
Seine Karriere begann Arıkan bei Petkimspor. 2001 kam er in die Jugendmannschaft von Kocaelispor, für die er 2002 auch in der ersten Mannschaft debütierte. Vier Jahre lang war er in 110 Ligapartien im Tor und wechselte anschließend zum Hauptstadtklub Ankaraspor. Zwei Spielzeiten lang war er eine feste Größe im Team und wurde nach einer starken Saison 2006/2007 von Beşiktaş Istanbul verpflichtet. Während der Saison 2010/11 stand Arıkan unter Kritik und war ausschließlich dritter Torhüter bei Beşiktaş. Daraufhin wechselte er zur Saison 2011/12 ablösefrei zum Aufsteiger Mersin İdman Yurdu. Hier war eroberte er sich zu Saisonbeginn einen Stammplatz und schaffte die Rückkehr in die türkische Fußballnationalmannschaft. Gegen Saisonmitte verlor er seinen Stammplatz und kam bis zum Saisonende nur gelegentlich zum Einsatz.
Nachdem Auslaufen seines Vertrages zum Saisonende verließ er Mersin İY und einigte sich für die kommenden zwei Spielzeiten mit dem Erstligisten Antalyaspor.
Zur Saison 2014/15 wechselte er zum Zweitligisten Kayserispor. Für die Rückrunde dieser Spielzeit wurde er an Trabzonspor ausgeliehen. Bei Trabzonspor konnte er an seine Glanzzeiten anknüpfen. Nachdem er sich mit diesem Verein um eine Vertragsverlängerung nicht einigen konnte, wurde er eine Zeit lang mit Galatasaray Istanbul in Verbindung gebracht. Da auch dieser Wechsel nicht zustande gekommen war, kehrte Arıkan zu Kayserispor zurück. Dieser Verein hatte in der Zwischenzeit den Aufstieg in die Süper Lig erreicht.
Im Januar 2015 wechselte er zu seinem früheren Verein Ankaraspor, welcher sich in der Zwischenzeit in Osmanlıspor FK umbenannte. Im Sommer 2018 zog er zum Stadtravialen und Zweitligisten Gençlerbirliği Ankara weiter.

### Nationalmannschaftskarriere
Sein Debüt für die türkische Nationalmannschaft gab Arıkan am 5. Juni 2007 im Westfalenstadion Dortmund gegen Brasilien. Im Nationaldress teilt er sich den Posten im Tor mit Volkan Demirel von Fenerbahçe.

## Erfolge
- Türkischer Fußballmeister: 2008/09
- Türkischer Pokalsieger: 2008/09, 2010/11*

Anmerkung: Beşiktaş Istanbul gab, im Zuge des Manipulationsskandals, vorläufig den Türkischen Pokal 2011 zurück.